# Zaramaga

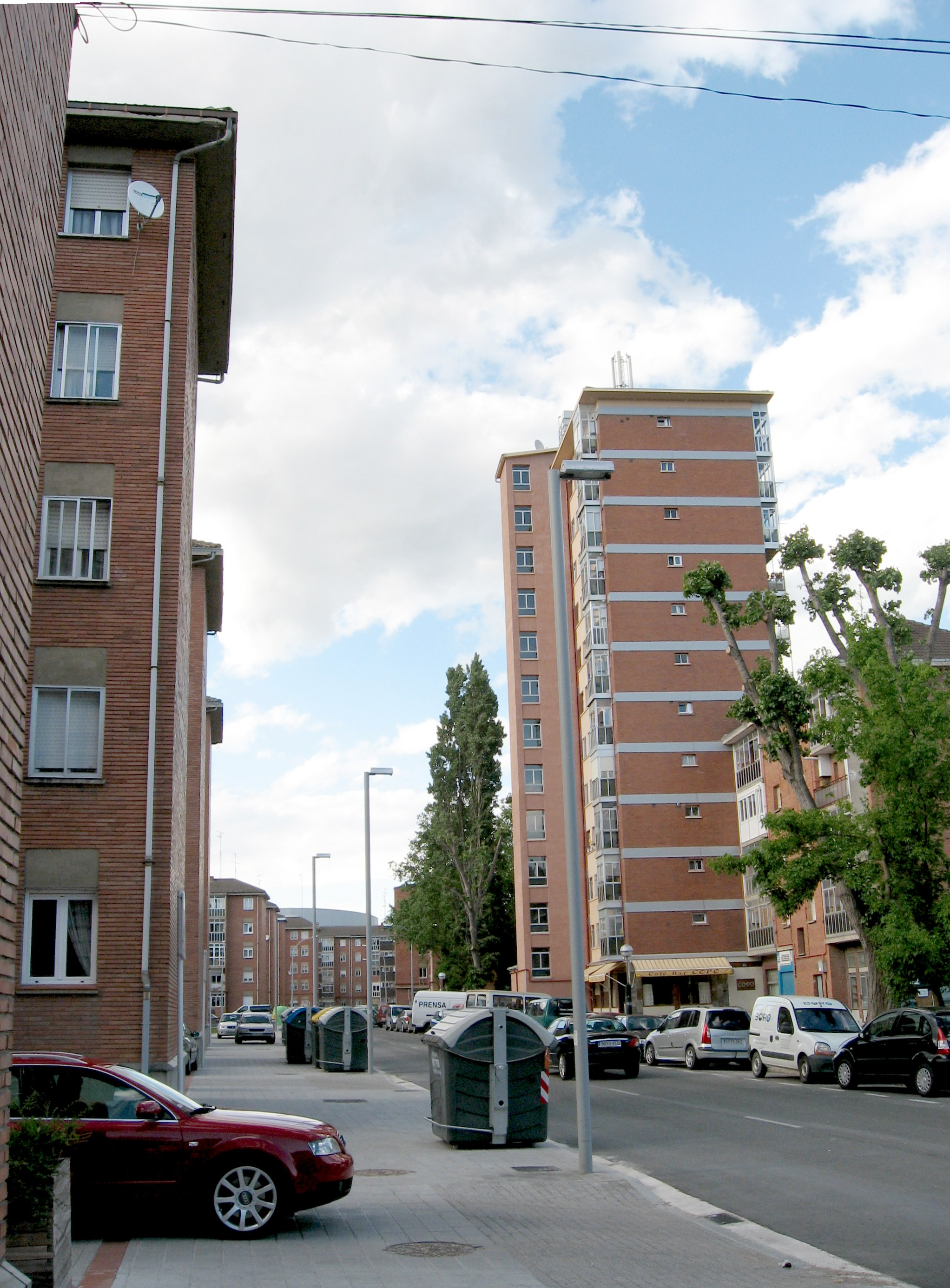
Zaramaga.

Zaramaga és un barri de la ciutat de Vitòria (Àlaba).
És un dels barris més populosos de la ciutat, amb 13.688 habitants (2008). Està situat al nord de la ciutat. La major part del barri va ser edificat en les dècades de 1950 i 1960 com un barri obrer promogut per la Caixa d'Estalvis Municipal de Vitòria.

## Història
És un barri de forta tradició obrera, motivada per la seva població i per la proximitat que tenia als principals centres industrials de la ciutat, la fàbrica de Michelin i Forjas Alavesas. Barri conformat per immigrants d'altres comunitats autònomes que acudien a Vitòria-Gasteiz a la recerca d'un treball en l'efervescent indústria de Vitòria.
En aquest barri es va produir un dels fets més sagnants i greus de la Transició Espanyola quan durant la massacre de Vitòria del 3 de març de 1976 la policia va desallotjar per la força als treballadors en vaga que assistien a una assemblea a l'església de Sant Francisco del barri. La brutal actuació policial d'aquell dia va causar 5 morts i un centenar de ferits entre el desallotjament i els disturbis que van seguir al mateix pel barri i la resta de la ciutat, atribuint-se-li la responsabilitat al llavors ministre Manuel Fraga Iribarne.

## Economia
Manté varis dels seus comerços petits malgrat l'arribada fa poc d'un macrocentre comercial al barri. Això unit a la contínua renovació que està sofrint el barri ha ajudat a rellançar-lo econòmicament, contribuint al fet que famílies joves s'assenteixen a la zona, possibilitant d'aquesta forma una disminució en l'edat mitjana dels habitants del barri, que actualment se situa molt per sobre de la mitjana de la ciutat.
En la part més occidental del barri es troba el Cementiri de Santa Isabel. Un dels dos cementiris que posseeix la capital d'Euskadi. El barri disposa d'amplis parcs, replets d'arbrat divers i àmplies zones d'esplai, per la seva poca densitat de trafico podem destacar que és un barri adequat per passejar. En aquest barri es troba també el Centre Comercial El Boulevard, emplaçat en part dels terrenys que ocupava SIDENOR.

## Llocs d'interès
- Plaça del Tres de marzo:

Remodelada a mitjans de 2007, es va canviar la seva fisonomia obsoleta per convertir-se en un gran espai lúdic que compta amb uns escacs gegants per al gaudi dels seus habitants.
- Plaça de Llodio:

Gran plaça que té al mig un quiosc en desús, gaudi dels nens a l'estiu per la seva tranquil·litat i gran espai. Aquesta a l'espera de ser considerat un espai vital per reformar el barri convertint el seu subsòl en un gran aparcament.
- Parc del Norte:

Parc històric a la ciutat de Vitòria, compta amb un estany, una gran pista per practicar esports i un passeig ric en flora i fauna.
- Passeig de la senda de los Puertos:

Llarg passeig per als vianants, ideal per a una tarda d'estiu.